# Kellie Harrington
Kellie Harrington (født 11. december 1989) er en irsk bokser.
Hun repræsenterede Irland ved sommer-OL 2020 i Tokyo, hvor hun vandt guld i letvægtskategorien.
Ved sommer-OL 2024 i Paris vandt hun guld.